# Nhandeara
Nhandeara es una ciudad brasileña en el municipio del mismo nombre, estado de São Paulo, localizada a 508 km de la ciudad de São Paulo. La ciudad tiene una población de 10.725 habitantes (IBGE/2010). La Microrregión de Nhandeara tiene 65.337 habitantes (IBGE/2010).

## Geografía
El municipio tiene un área de 435,8 km². La ciudad está localizada a una latitud de 20,69° sur y a una longitud de 50,03° oeste.

### Hidrografía
- São José dos Dourados
- Arroyo Puente Nueva

### Carreteras
- SP-310
- SP-461

## Demografía
Datos del Censo - 2010
Población total: 10.725
- Urbana: 8.688
- Rural: 2.037
- Hombres: 5.281[7]
- Mujeres: 5.444

Densidad demográfica (hab./km²): 24,61

## Administración
- Prefecto: Ozinio Odilon de la Silveira (2009/2012)